# Cayetana Álvarez de Toledo y Peralta-Ramos
Cayetana Álvarez de Toledo y Peralta-Ramos (Madrid, 15 d'octubre de 1974), XIII marquesa de Casa Fuerte, és una periodista, historiadora i política espanyola, diputada del Partit Popular per la província de Madrid en les IX i X legislatures de les Corts Generals, i per la província de Barcelona en les XIII i XIV.

## Biografia
Va néixer a Madrid, encara que, a més de l'espanyola, té nacionalitat argentina i francesa. És filla de Juan Illán Álvarez de Toledo y Giraud, XII marquès de Casa Fuerte, que va combatre amb la Resistència Francesa durant la Segona Guerra Mundial i de Patricia Peralta-Ramos y Madero. Amb un pare francès, la mare argentina i en transcórrer la seva vida entre la Gran Bretanya i Buenos Aires, Cayetana Álvarez de Toledo ha declarat a diverses ocasions: «Jo vaig decidir ser espanyola».
Per via paterna, descendeix per línia directa de Fadrique Álvarez de Toledo y Enríquez, II duc d'Alba de Tormes, II marquès de Còria, II comte de Salvatierra de Tormes, I comte de Piedrahita i VI senyor de Valdecorneja, Gran d'Espanya, que va acompanyar al rei Carles I d'Espanya en les campanyes de Flandes, Alemanya i Itàlia i dels ducs de Bivona. Per via materna és membre d'una família argentina amb tradició, ja que descendeix d'un dels assistents a la fundació de la ciutat de Córdoba el 6 de juliol de 1572, Blas de Peralta, i, al seu torn, del fundador de la ciutat de Mar del Plata, Patricio Peralta Ramos. A causa de la defunció del seu pare a París el 2012, va heretar un any més tard el títol de noblesa de marquesa de Casa Fuerte, de la qual és la seva tretzena titular.
Després de passar els primers anys de la seva infància a Londres, des dels set anys va viure a Buenos Aires, on va estudiar a l'exclusiva Northlands School. Va tornar al Regne Unit per cursar els seus estudis universitaris on es va graduar com a llicenciada en història moderna per la Universitat d'Oxford. En aquesta mateixa institució s'hi va doctorar amb una tesi sobre el bisbe Juan de Palafox, virrei de Nova Espanya, dirigida per l'historiador hispanista John Elliott.
Després de doctorar-se, el setembre de 2000, va començar com a redactora del diari El Mundo, primer a la secció d'opinió i més tard a la d'economia. Va ser, també, tertuliana a la cadena COPE al programa La mañana, dirigit per Federico Jiménez Losantos.
El 20 d'octubre de 2001 es va casar amb l'empresari català (i cosí seu en grau quinzè) Joaquim Güell i Ampuero, amb qui va tenir dues filles. Divorciada des del gener de 2018, a finals del 2021 la premsa va donar a conéixer la seva relació amb el periodista i escriptor Arcadi Espada.

### Trajectòria política
El 2006 va ser nomenada cap de gabinet del secretari general del Partit Popular, Ángel Acebes. Va concórrer a les Eleccions Generals de 2008 en la llista del Partit Popular per la circumscripció de Madrid, en el número 9 de la llista. Va ser elegida diputada de la IX Legislatura, on va exercir com a portaveu adjunta del grup parlamentari popular. El 2011 va tornar a concórrer a les Eleccions Generals com a número 10 de la llista popular i va renovar-ne l'escó per a la X Legislatura. Al Congrés, va ser vicepresidenta de la Comissió Mixta per a la Unió Europea i vocal de les comissions de Justícia i Constitucional i en el Partit Popular de Madrid és responsable de l'Àrea d'Anàlisi.

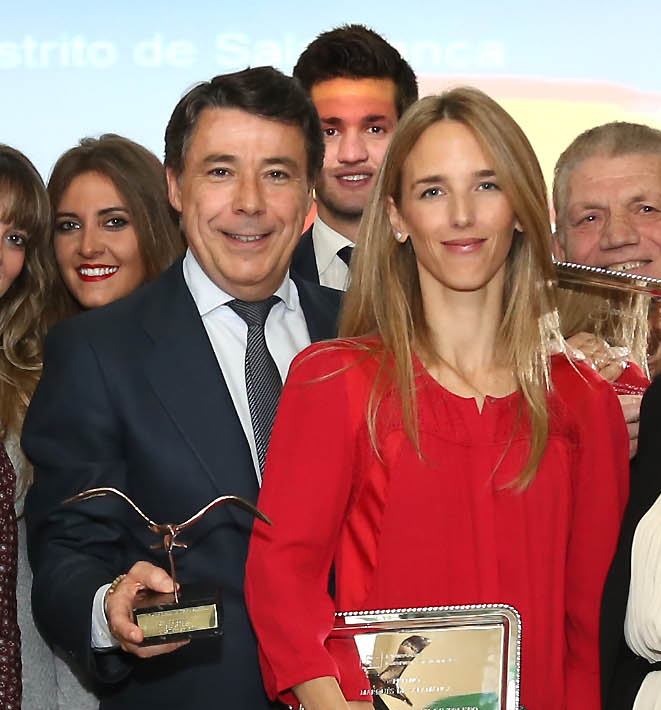
Cayetana Álvarez de Toledo el 2014, al costat del president de la Comunitat de Madrid, Ignacio González González

El 2014 va escriure un article al Financial Times contra l'independentisme català. El mateix any va impulsar, com una de les seves primeres signatàries, el manifest constitucionalista Libres e Iguales que reclamava actuar contra el procés independentista català. També ha estat portaveu de la plataforma homònima. El 14 d'octubre de 2015, a través del diari El Mundo va anunciar que no es presentaria com a candidata a diputada pel Partit Popular, per desacords amb la política del president del govern, Mariano Rajoy, referent a l'independentisme català.
El 15 de març de 2019 s'anuncià la seva designació com a cap de llista del PP pel Congrés dels Diputats a la circumscripció de Barcelona de cara a les eleccions generals espanyoles d'abril de 2019. Entrà al Congrés com a l'única diputada a Catalunya del PP. A les eleccions generals espanyoles de novembre de 2019 repetí com a cap de llista del PP per a Barcelona.
El 17 d'agost de 2020 Pablo Casado la destituiria com a portaveu del PP al Congrés dels Diputats, després d'haver protagonitzat diversos incidents com ara titllar de "fill d'un terrorista" el líder de Podemos, Pablo Iglesias, i seria substituïda per Cuca Gamarra, de perfil més moderat.

## Premis i reconeixements
- 2006: Micròfon de Plata de l'Associació Professional Espanyola d'Informadors de Premsa, Ràdio, Televisió i Internet.[21]

## Llibres
- Juan de Palafox: Obispo y Virrey (en castellà).  Marcial Pons Ediciones de Historia, 2011. ISBN 978-8492820313.
- Politics and Reform in Spain and Viceregal Mexico: The Life and Thought of Juan De Palafox 1600-1659 (en anglès) (Oxford Historical Monographs). ISBN 978-0199270286.